# Monthureux-sur-Saône
Monthureux-sur-Saône è un comune francese di 955 abitanti situato nel dipartimento dei Vosgi nella regione del Grand Est.

## Storia

### Simboli
Lo stemma riprende l'arma di Guillaume, signore di Monstreuil, come si può vedere già su un sigillo del 1321. Monthureux-sur-Saône infatti era chiamata Monstreuil o Montreville-sur-Saône.

## Società

### Evoluzione demografica
Abitanti censiti